# 灌丛杜鹃
灌丛杜鹃（学名：Rhododendron dumicola）为杜鹃花科杜鹃花属下的一个种。

## 扩展阅读
- 維基物種上的相關：灌丛杜鹃